# Abell 33
Abell 33 är en planetarisk nebulosa ungefär 2500 ljusår från jorden vattenormen. Den är anmärkningsvärt rund, något som är ovanligt för planetariska nebulosor.